# Pearsall Ridge
Pearsall Ridge är en bergstopp i Antarktis. Den ligger i Östantarktis. Nya Zeeland gör anspråk på området. Toppen på Pearsall Ridge är 1 249 meter över havet, eller 10 meter över den omgivande terrängen. Bredden vid basen är 0,35 km.
Terrängen runt Pearsall Ridge är kuperad österut, men västerut är den bergig. Trakten är obefolkad. Det finns inga samhällen i närheten. 